# Balleny Trough
Koordinaten: 66° 0′ S, 158° 0′ O
Der Balleny Trough ist ein kleines Seebecken in der Somow-See vor der Oates-Küste des ostantarktischen Viktorialands.
Benannt ist es, seit Februar 1972 vom Advisory Committee on Undersea Features anerkannt, in Anlehnung an die Benennung der Balleny-Inseln nach dem englischen Walfangkapitän John Balleny (1770–1842).